# 小羊駝屬
小羊驼属（学名：Vicugna）是偶蹄目骆驼科的一属，分布于南美洲，包括2种：
- 小羊驼（Vicugna vicugna）
- 羊驼（Vicugna pacos）